# Górnik Zabrze w sezonie 1956
Sezon 1956 był 8. sezonem w historii klubu i 1. na najwyższym poziomie rozgrywek ligowych. Górnik rozpoczął rozgrywki I Ligi (rozgrywanej systemem wiosna-jesień) jako absolutny beniaminek po awansie z II ligi i zakończył je na 6. miejscu. Rozgrywki Pucharu Polski rozpoczął od 1/16 finału docierając do finału.

## Stadion
Miejscem rozgrywania spotkań domowych był otwarty w 1934 roku stadion przy obecnej ul. Roosevelta 81 mieszczący ok. 35 000 widzów.
* Spotkania rozegrane w ramach Pucharu Polski
Informacje dotyczące frekwencji według Przeglądu Sportowego (www.wikigornik.pl)

## I Liga

### Tabela
| Poz. | Drużyna       | M  | Punkty | Z  | R | P  | Bramki | Bramki | Bramki |
| Poz. | Drużyna       | M  | Punkty | Z  | R | P  | +      | –      | +/−    |
| ---- | ------------- | -- | ------ | -- | - | -- | ------ | ------ | ------ |
| 4    | ŁKS Łódź      | 22 | 26     | 10 | 6 | 6  | 38     | 26     | 12     |
| 5    | Wisła Kraków  | 22 | 23     | 9  | 5 | 8  | 38     | 34     | 4      |
| 6    | Górnik Zabrze | 22 | 23     | 9  | 5 | 8  | 32     | 33     | -1     |
| 7    | Odra Opole    | 22 | 20     | 8  | 4 | 10 | 34     | 41     | -7     |
| 8    | Lech Poznań   | 22 | 20     | 7  | 6 | 9  | 25     | 38     | -13    |

### Wyniki spotkań
| Mecz           | Data            | Stadion   | Przeciwnik         | Wynik | Punkty | Strzelcy                      |
| -------------- | --------------- | --------- | ------------------ | ----- | ------ | ----------------------------- |
| Runda wiosenna |                 |           |                    |       |        |                               |
| 1              | 8 marca         | Zabrze    | Ruch Chorzów       | 3:1   | 2      | Jankowski (2), Fojcik         |
| 2              | 25 marca        | Warszawa  | Legia Warszawa     | 1:3   | 2      | Czech                         |
| 3              | 8 kwietnia      | Zabrze    | Garbarnia Kraków   | 4:0   | 4      | Wiśniowski (2), Jankowski (2) |
| 4              | 15 kwietnia     | Łódź      | ŁKS Łódź           | 1:4   | 4      | Jankowski                     |
| 5              | 22 kwietnia     | Zabrze    | Zagłębie Sosnowiec | 1:2   | 4      | Wiśniowski                    |
| 6              | 29 kwietnia     | Bydgoszcz | Polonia Bydgoszcz  | 0:0   | 5      | –                             |
| 7              | 6 maja          | Kraków    | Wisła Kraków       | 1:7   | 5      | Jankowski                     |
| 8              | 13 maja         | Zabrze    | Lech Poznań        | 3:0   | 7      | Gawlik, Jankowski (2)         |
| 9              | 20 maja         | Warszawa  | Gwardia Warszawa   | 1:0   | 9      | Jankowski                     |
| 10             | 10 czerwca      | Zabrze    | Budowlani Opole    | 1:1   | 10     | Jankowski                     |
| 11             | 17 czerwca      | Gdańsk    | Lechia Gdańsk      | 0:2   | 10     | –                             |
| Runda jesienna |                 |           |                    |       |        |                               |
| 12             | 5 sierpnia      | Chorzów   | Ruch Chorzów       | 1:2   | 10     | Jankowski                     |
| 13             | 12 sierpnia     | Zabrze    | Legia Warszawa     | 3:2   | 12     | Szalecki, Fojcik, Olejnik     |
| 14             | 19 sierpnia     | Kraków    | Garbarnia Kraków   | 1:3   | 12     | Szalecki                      |
| 15             | 2 września      | Zabrze    | ŁKS Łódź           | 0:2   | 12     | –                             |
| 16             | 9 września      | Sosnowiec | Zagłębie Sosnowiec | 1:0   | 14     | Wiśniowski                    |
| 17             | 16 września     | Zabrze    | Polonia Bydgoszcz  | 2:0   | 16     | Lentner, Olejnik              |
| 18             | 23 września     | Zabrze    | Wisła Kraków       | 2:0   | 18     | Wiśniowski, Lentner           |
| 19             | 14 października | Zabrze    | Gwardia Warszawa   | 0:0   | 19     | –                             |
| 20             | 21 października | Poznań    | Lech Poznań        | 3:3   | 20     | Lentner, Fojcik, Gawlik       |
| 21             | 11 listopada    | Opole     | Budowlani Opole    | 1:1   | 21     | Wrzos (sam.)                  |
| 22             | 25 listopada    | Zabrze    | Lechia Gdańsk      | 2:0   | 23     | Wiśniowski, Fojcik            |

    zwycięstwo     remis     porażka

## Puchar Polski
Górnik Zabrze rozpoczął rozgrywki Pucharu Polski od 1/16 finału pokonując na inaugurację drużynę Górnika Radlin 3:1. Odpadł z rozgrywek w finale rozegranym na Stadionie Dziesięciolecia przeciwko Legii Warszawa przegrywając 0:3.
| Faza  | Data         | Stadion  | Przeciwnik        | Wynik | Strzelcy                  |
| ----- | ------------ | -------- | ----------------- | ----- | ------------------------- |
| 1/16  | 20 listopada | Zabrze   | Górnik Radlin     | 3:1   | Fojcik (2), Czech         |
| 1/8   | 11 marca     | Zabrze   | Zawisza Bydgoszcz | 2:1   | Czech, Wałach (sam)       |
| 1/4   | 24 maja      | Zabrze   | Górnik Wałbrzych  | 5:0   | Gawlik (3), Jankowski (2) |
| 1/2   | 28 marca     | Kraków   | Wisła Kraków      | 3:2   | Jankowski (3)             |
| Finał | 23 czerwca   | Warszawa | Legia Warszawa    | 0:3   | –                         |

    zwycięstwo     remis     porażka

## Mecze towarzyskie
| Data                                | Stadion   | Przeciwnik        | Wynik | Strzelcy              |
| ----------------------------------- | --------- | ----------------- | ----- | --------------------- |
| Turniej w Koszycach                 |           |                   |       |                       |
| 1 kwietnia                          | Koszyce   | Tatran Preszów    | 1:0   | Fojcik                |
| 2 kwietnia                          | Koszyce   | Spartak Koszyce   | 1:2   | Olejnik               |
| Rozegrane w trakcie rundy wiosennej |           |                   |       |                       |
| 3 czerwca                           | Zabrze    | Szachtior Stalino | 2:2   | Wiśniowski, Jankowski |
| 27 czerwca                          | Zabrze    | Polska U-21       | 1:5   | Klenczar              |
| Rozegrane w trakcie rundy jesiennej |           |                   |       |                       |
| 26 sierpnia                         | Wałbrzych | Górnik Wałbrzych  | 1:2   | brak danych           |
| 30 września                         | Zabrze    | América FC        | 0:2   | –                     |
| 6 listopada                         | Zabrze    | BSK Belgrad       | 2:1   | Fojcik, Szalecki      |

    zwycięstwo     remis     porażka

## Zawodnicy

### Skład
| Zawodnik             | Data urodzenia    | W klubie od | Poprzedni klub      | I Liga    | I Liga | Puchar Polski | Puchar Polski | RAZEM | RAZEM |
| -------------------- | ----------------- | ----------- | ------------------- | --------- | ------ | ------------- | ------------- | ----- | ----- |
| Zawodnik             | Data urodzenia    | W klubie od | Poprzedni klub      | Bramkarze |        |               |               |       |       |
| Józef Kaczmarczyk    | 25 stycznia 1931  | 1949        | Pogoń Zabrze        | 5         | –      | 3             | –             | 8     | -     |
| Józef Machnik        | 29 sierpnia 1931  | 1956        | Wawel Kraków        | 17        | –      | 3             | –             | 20    | -     |
| Ginter Procek        | 28 sierpnia 1924  | 1948        | Concordia Zabrze    | –         | –      | 1             | –             | 1     | -     |
| Obrońcy              |                   |             |                     |           |        |               |               |       |       |
| Karol Dominik        | 4 maja 1930       | 1949        | RKS Jadwiga         | 6         | –      | 3             | –             | 9     | -     |
| Rajnhold Dworaczek   | 11 maja 1935      | 1955        | ZFMG Zabrze         | –         | –      | 1             | –             | 1     | -     |
| Antoni Franosz       | 9 lutego 1928     | 1948        | Pogoń Zabrze        | 22        | –      | 4             | –             | 26    | -     |
| Henryk Hajduk        | 30 kwietnia 1932  | 1956        | Polonia Gdańsk      | 21        | –      | 2             | –             | 23    | -     |
| Henryk Zimmermann    | 27 lutego 1929    | 1948        | Concordia Zabrze    | 15        | –      | 5             | –             | 20    | -     |
| Pomocnicy            |                   |             |                     |           |        |               |               |       |       |
| Maksymilian Klenczar | 1 listopada 1925  | 1948        | Pogoń Zabrze        | –         | –      | 2             | –             | 2     | -     |
| Eryk Nowara          | 12 grudnia 1928   | 1948        | Zjednoczenie Zabrze | 22        | –      | 5             | –             | 27    | -     |
| Marian Olejnik       | 26 sierpnia 1928  | 1955        | Górnik Radlin       | 21        | 2      | 5             | –             | 26    | 2     |
| Napastnicy           |                   |             |                     |           |        |               |               |       |       |
| Henryk Czech         | 21 września 1934  | 1948        | Pogoń Zabrze        | 21        | 1      | 5             | 2             | 26    | 3     |
| Manfred Fojcik       | 16 lipca 1924     | 1949        | Górnik Biskupice    | 12        | 4      | 3             | 2             | 15    | 6     |
| Ginter Gawlik        | 5 grudnia 1930    | 1949        | Górnik Biskupice    | 18        | 2      | 4             | 3             | 20    | 5     |
| Edward Jankowski     | 9 stycznia 1930   | 1955        | Górnik Radlin       | 13        | 11     | 5             | 5             | 18    | 16    |
| Alfred Kokot         | 25 stycznia 1928  | 1954        | Górnik 20 Katowice  | 3         | –      | –             | –             | 3     | -     |
| Roman Lentner        | 15 grudnia 1937   | 1956        | Czarni Chropaczów   | 8         | 3      | –             | –             | 8     | 3     |
| Jan Pieczka          | 13 stycznia 1936  | 1956        | wychowanek          | 3         | –      | 1             | –             | 4     | -     |
| Henryk Szalecki      | 25 lutego 1933    | 1948        | Zjednoczenie Zabrze | 17        | 2      | 5             | –             | 22    | 2     |
| Ewald Wiśniowski     | 24 listopada 1927 | 1955        | Górnik Radlin       | 18        | 6      | 4             | –             | 22    | 6     |

### Transfery

#### Przyszli
| Poz | Nazwisko      | Poprzedni klub    |
| --- | ------------- | ----------------- |
| BR  | Józef Machnik | Wawel Kraków      |
| OB  | Henryk Hajduk | Stal Gdańsk       |
| NA  | Roman Lentner | Czarni Chropaczów |
| NA  | Jan Pieczka   | wychowanek        |

#### Skład podstawowy
| Poz | Zawodnik           | I Liga | Puchar Polski | Razem |
| --- | ------------------ | ------ | ------------- | ----- |
| PO  | Eryk Nowara        | 22     | 5             | 27    |
| NA  | Henryk Czech       | 21     | 5             | 26    |
| OB  | Antoni Franosz     | 22     | 4             | 26    |
| PO  | Marian Olejnik     | 21     | 5             | 26    |
| OB  | Henryk Hajduk      | 21     | 2             | 23    |
| NA  | Henryk Szalecki    | 17     | 5             | 22    |
| NA  | Ginter Gawlik      | 18     | 3             | 21    |
| NA  | Ewald Wiśniowski   | 18     | 3             | 21    |
| OB  | Henryk Zimmermann  | 15     | 5             | 20    |
| BR  | Józef Machnik      | 17     | 2             | 19    |
| NA  | Edward Jankowski   | 13     | 5             | 18    |
| NA  | Manfred Fojcik     | 12     | 3             | 15    |
| OB  | Karol Dominik      | 6      | 3             | 9     |
| BR  | Józef Kaczmarczyk  | 5      | 3             | 8     |
| NA  | Roman Lentner      | 8      | –             | 8     |
| NA  | Jan Pieczka        | 3      | 1             | 4     |
| NA  | Alfred Kokot       | 3      | –             | 3     |
| OB  | Rajnhold Dworaczek | –      | 1             | 1     |

    podstawowa jedenastka